# André Raynaud (cyclisme)
Pour les articles homonymes, voir Raynaud et André Raynaud.
André Raynaud, né le 10 novembre 1904 à Cieux, en Haute-Vienne, et mort le 20 mars 1937 à Anvers, est un coureur cycliste français. 

## Biographie
Né le 10 novembre 1904 à Cieux en Haute-Vienne, André Raynaud a deux grands frères de dix et treize ans plus âgés que lui. Il apprend le vélo sur une bicyclette de tourisme d'un de ses frères. En 1923, il signe sa première licence au Racing Club Limousin et prend le goût de la compétition. Le 27 avril, il commence sa carrière de pistard sur le vélodrome du grand treuil qui portera son nom.
D'emblée, il est remarqué par la vedette internationale du sprint de l'époque, Gabriel Poulain, qui lui conseille de profiter de son service militaire pour se faire affecter à Paris où il bénéficie des précieux conseils de Paul Ruinart qui dirige le célèbre Vélo Club de Levallois, pépinière du cyclisme français de l'entre deux guerres.
En août 1936, André Raynaud est champion de France de demi-fond. Le 3 septembre de la même année, à Zurich, sur le vélodrome d'Oerlikon, il enlève le prestigieux titre de champion du monde. Jouant un rôle secondaire dans le début de la course, il accélère en fin de course pour porter une attaque décisive.
Raynaud, champion du monde cycliste de demi-fond se tue à Anvers. Le 20 mars 1937, le journal Le Populaire de Paris relate : « Ce soir, le champion du monde de demi-fond, le Français Raynaud, a fait une chute mortelle au Palais des Sports d'Anvers (Belgique). C'est à la suite d'un éclatement de pneu que le coureur tomba et glissa de la piste. L'entraîneur de l'Italien Severgnini parvint à l'éviter, mais [Ernest] Pasquier, qui entraînait le Belge Ronsse, ne fut pas aussi heureux. La moto passa sur la poitrine du Français, qui fut relevé grièvement blessé et transporté au quartier des coureurs, où un médecin mandé en toute hâte ne put que constater le décès. »,.

## Palmarès sur piste

### Championnats du monde
- Zurich 1936
  -  Champion du monde de demi-fond

### Six jours
- Six Jours de Paris : 1929 (avec Octave Dayen)
- Six Jours de Marseille : 1930 (avec Octave Dayen)

### Championnats nationaux
- Champion de France de demi-fond : 1936

## Palmarès sur route
- 1926
  -  Champion de France sur route amateurs
  -  Champion de France des sociétés (avec Octave Dayen et André Aumerle)
  - 3e de Paris-Dieppe
- 1928
  - 3e du championnat de France sur route

## Hommage
La piste du vélodrome Raymond Poulidor porte son nom. 